# Ozorka zielona
Ozorka zielona (Dactylorhiza viridis (L.) R.M. Bateman, A.M. Pridgeon & M.W. Chase, dawniej Coeloglossum viride (L.) Hartman) – gatunek rośliny z rodziny storczykowatych (Orchidaceae). W klasyfikacjach systematycznych XX wieku zaliczany do monotypowego rodzaju ozorka (Coeloglossum Hartm.). W wyniku odkrycia ścisłego pokrewieństwa z roślinami rodzaju kukułka (Dactylorhiza) gatunek przeniesiony został przez taksonomów do tego rodzaju jako Dactylorhiza viridis. Polska nazwa zwyczajowa stosowana jest w postaci tradycyjnej.

## Rozmieszczenie geograficzne
Występuje w górach i w tundrze Azji, Ameryki Północnej i Europy. W Europie południowa granica zasięgu biegnie przez góry środkowej Hiszpanii, południowych Włoch i północnej Grecji, dalej przez północną Turcję i Kaukaz. Zasięg pionowy w Europie wynosi 0–2970 m n.p.m., w Azji sięga do 4000 m. W Polsce występuje głównie w Sudetach i Karpatach, rzadko na niżu.

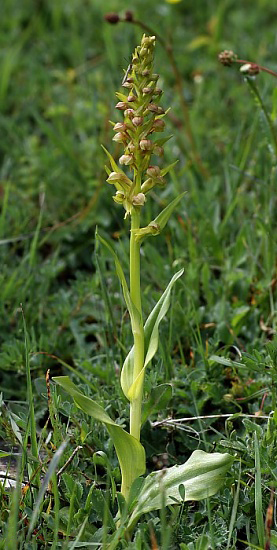
Pokrój

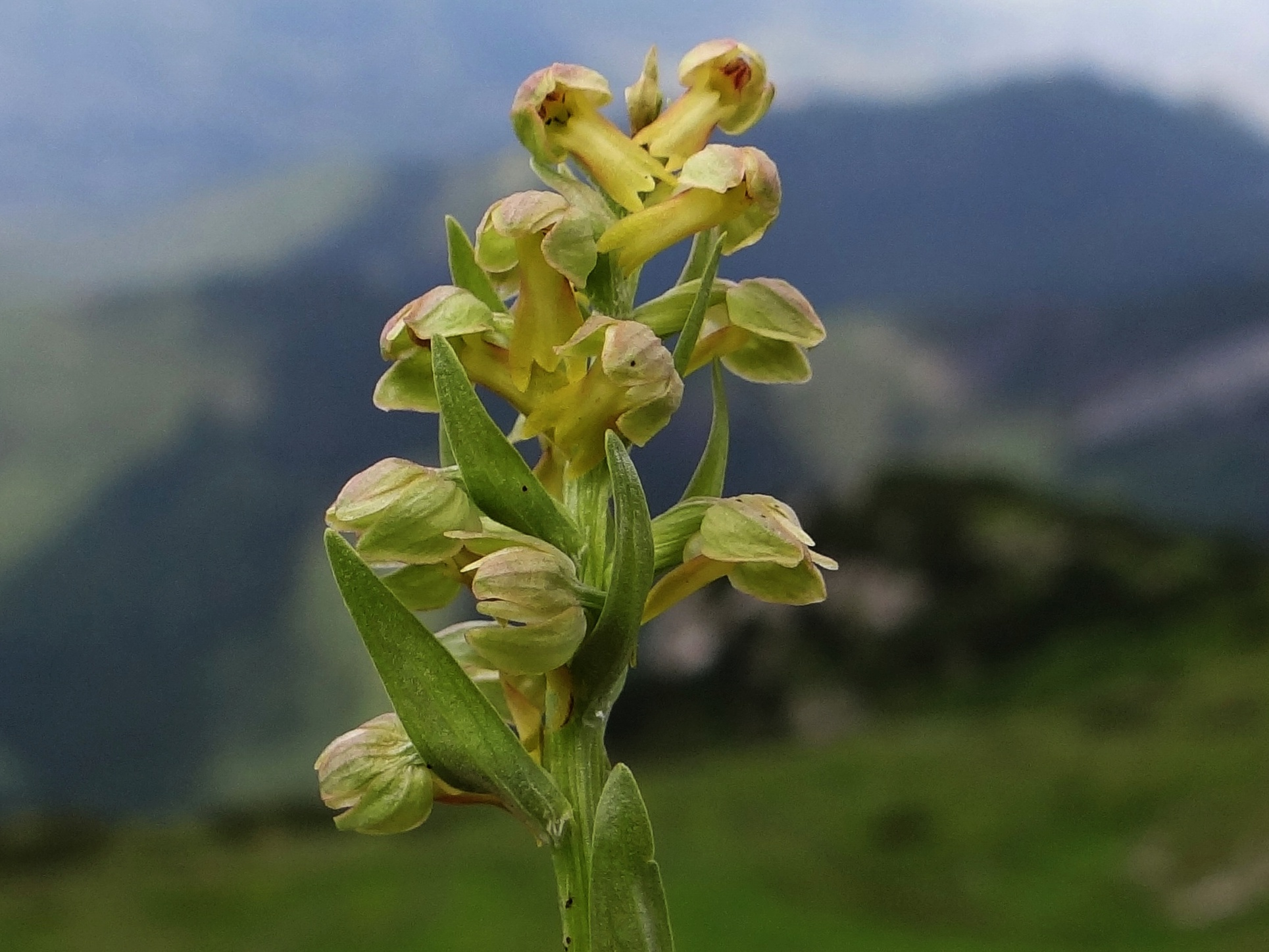
Kwiatostan

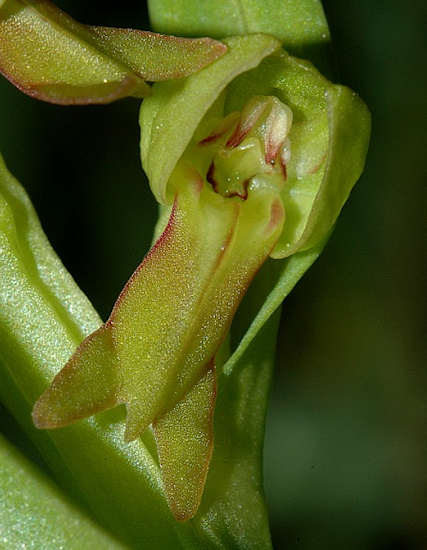
Kwiat

## Morfologia
ŁodygaWzniesiona, o wysokości 5–30 cm, z 3–7 liśćmi równomiernie wyrastającymi na łodydze (ulistnienie skrętoległe).
LiścieBez plamek, siedzące, niebieskawozielone. Dolne są jajowate, górne lancetowate.
KwiatyTworzą luźne grono o długości 2–10 cm na szczycie łodygi. W gronie jest 5-20 małych, zielonkawożółtych, czasami czerwonawonabiegłych kwiatów. Wyrastają w kątach lancetowatych przysadek. Warżka o długości 6–10 mm, podłużna, 3-zębna z bardzo krótką ostrogą (2 mm), przylegającą do warżki i zwróconą do przodu. Środkowa łatka wargi jest mniejsza i węższa od łatek bocznych. Ostroga ma długość 1,5–2 mm, jest gruba, woreczkowata i nieco dwudzielna. Wytwarza nektar. Prętosłup jest mniej więcej poziomy, i ma otwarte komory pylników.  Płatki okwiatu są hełmiaste.
BulwaPrzeważnie palczasto 2-dzielna.
OwocSiedząca i przylegająca do łodygi beczułkowata torebka o długości 7–8 mm.

## Systematyka i zmienność
Pozycja systematyczna według Angiosperm Phylogeny Website (aktualizowany system APG IV z 2016)
Gatunek (niezależnie od ujęcia w odniesieniu do rodzajów) należy do plemienia Orchidinae w obrębie podrodziny storczykowych (Orchideae) z rodziny storczykowatych (Orchidaceae). Storczykowate są kladem bazalnym w rzędzie szparagowców Asparagales w obrębie jednoliściennych.
Pod względem filogenetycznym gatunek jest zagnieżdżony w obrębie grupy koronnej obejmującej przedstawicieli rodzaju kukułka (Dactylorhiza). Jest siostrzany dla większości kukułek, podczas gdy niektóre (np. kukułka krwista (Dactylorhiza incarnata) tworzą starsze linie rozwojowe. W aktualizowanych bazach taksonomicznych opisywany jest zatem już pod nazwą Dactylorhiza viridis (L.) R.M. Bateman, A.M. Pridgeon & M.W. Chase, Lindleyana 12: 129 (1997).
- W górach występuje odmiana var. vaillantii charakteryzująca się dużymi przysadkami (do 3 razy dłuższymi od kwiatów)[8].
- Tworzy mieszańce z Dactylorhiza fuchsii, Dactylorhiza incarnata, Dactylorhiza maculata, Dactylorhiza majalis[7].

## Biologia i ekologia
RozwójBylina. Kwitnie od maja do lipca. Kwiaty zapylane są głównie przez chrząszcze, odsetek zawiązanych owoców jest wysoki.
SiedliskoWystępuje na wilgotnych łąkach, halach górskich, w zaroślach. Geofit. W Tatrach występuje od regla dolnego po piętro halne.
FitosocjologiaGatunek charakterystyczny dla rzędu (O.) Nardetalia.
GenetykaLiczba chromosomów 2n=40.

## Zagrożenia i ochrona
Roślina objęta w Polsce ścisłą ochroną gatunkową. W opracowaniu Czerwona lista roślin i grzybów Polski (2006) umieszczona w grupie gatunków zagrożonych wyginięciem (kategoria zagrożenia V), w wydaniu z 2016 roku otrzymała kategorię VU (narażony); według Światowej Unii Ochrony Przyrody w grupie VU. Głównymi czynnikami zagrożenia są: nadmierne nawożenie i intensywny wypas łąk, zalesianie oraz samorzutne ich zarastanie. Liczne jej stanowiska są dobrze chronione w parkach narodowych: Gorczańskim, Pienińskim i Tatrzańskim.